# Strong Persuader
Strong Persuader är ett musikalbum av Robert Cray som lanserades i november 1986 på Mercury Records. Albumet var Crays femte studioalbum och innebar ett stort genombrott. Speciellt bra gick skivan i Nederländerna där den låg på förstaplatsen på albumlistan i många veckor. Det belönades även med en Grammy Award för bästa bluesalbum. Den inledande låten "Smoking Gun" blev albumets största hitsingel och nådde plats 22 på Billboard Hot 100.

## Låtlista
1. "Smoking Gun" (David Amy, Richard Cousins, Robert Cray) – 4:07
2. "I Guess I Showed Her" (Cray) – 3:39
3. "Right Next Door (Because Of Me)" (Dennis Walker, Cray) – 4:19
4. "Nothin' but a Woman (featuring The Memphis Horns)" (Cousins, Cray, Peter Boe, Bruce Bromberg, Dave Olson) – 3:58
5. "Still Around" (Cray) – 3:42
6. "More Than I Can Stand" (Cray) – 2:57
7. "Foul Play" (Cray) – 4:07
8. "I Wonder" (Cray) – 3:57
9. "Fantasized" (Cray) – 4:04
10. "New Blood" (Cray) – 4:21

## Listplaceringar
- Billboard 200, USA: #13[1]
- UK Albums Chart, Storbritannien: #34[2]
- Nederländerna: #1[3]